# 桑名中継局

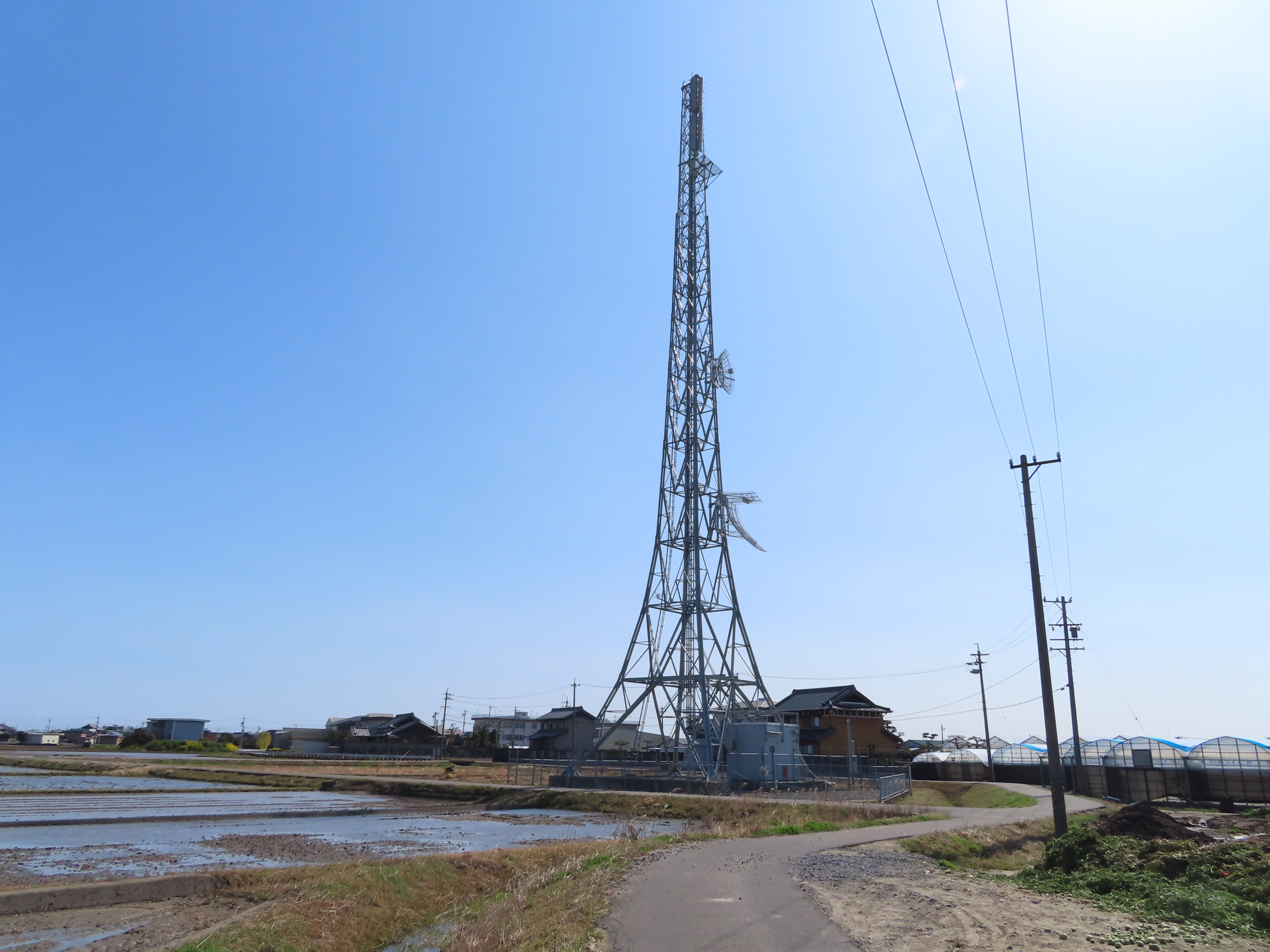
桑名中継局（2021年3月撮影）

桑名中継局（くわなちゅうけいきょく）は、三重県桑名市と桑名郡木曽岬町にある、地上デジタルテレビ及びFMラジオの中継局。
かつては地上アナログテレビの中継局及びマルチメディア放送の送信所も設置されていたが、終了とともに廃止された。

## 中継局概要

### FMラジオ
- NHK津FMは、当地に中継局を置いていない為、津テレビ・FM送信所または東山タワー（NHK名古屋FM）を受信している。

| 周波数  | 放送局名                           | 中継局名 | 空中線電力 | 実効輻射電力 | 放送対象 地域 | 放送区域 内世帯数 | 偏波面   |
| ------- | ---------------------------------- | -------- | ---------- | ------------ | ------------- | ----------------- | -------- |
| 85.0MHz | radio CUBE FM三重 三重エフエム放送 | 北勢     | 50W        | 89W          | 三重県        | 約-世帯           | 垂直偏波 |

### デジタルテレビ
- 元々、アナログテレビの頃より津テレビ・FM送信所からの電波が良好に受信出来る地域である為、本来は中継局設置の必要は無いが、名古屋方面（デジタル放送は瀬戸デジタルタワー、アナログ放送は東山タワー）に向けられたUHFアンテナでNHK津放送局と三重テレビ放送が受信できる様設置された中継局である。

| リモコン キーID | 放送局名           | 中継局名 | 物理 チャンネル | 空中線電力 | 実効輻射電力 | 放送対象 地域 | 放送区域 内世帯数 | 偏波面   |
| --------------- | ------------------ | -------- | --------------- | ---------- | ------------ | ------------- | ----------------- | -------- |
| 3               | NHK 津総合         | 桑名     | 32ch            | 3W         | 28W          | 三重県        | 約61,500世帯      | 水平偏波 |
| 7               | MTV 三重テレビ放送 | 桑名     | 27ch            | 3W         | 28W          | 三重県        | 約61,500世帯      | 水平偏波 |

## 廃止された局の概要

### アナログテレビ
| チャンネル | 放送局名           | 中継局名 | 空中線電力        | 実効輻射電力      | 放送対象地域 | 放送区域内 世帯数 | 偏波面   |
| ---------- | ------------------ | -------- | ----------------- | ----------------- | ------------ | ----------------- | -------- |
| 41ch       | NHK 津総合         | 桑名     | 映像30W/ 音声7.5W | 映像310W/ 音声77W | 三重県       | 約-世帯           | 水平偏波 |
| 43ch       | MTV 三重テレビ放送 | 桑名     | 映像30W/ 音声7.5W | 映像310W/ 音声77W | 三重県       | 約-世帯           | 水平偏波 |

### マルチメディア放送
| 周波数        | 放送局名                                | 局名        | 空中線 電力 | 実効輻射 電力 | 放送区域                          | 放送区域内 世帯数 | 運用開始日      | サービス終了日 |
| ------------- | --------------------------------------- | ----------- | ----------- | ------------- | --------------------------------- | ----------------- | --------------- | -------------- |
| 101.285714MHz | i-dio                                   | V-Low名古屋 | 10kW        | 110kW         | 三重県・ 岐阜県・ 愛知県 の各一部 | -                 | 2016年 7月1日   | 2020年 3月31日 |
| 214.714286MHz | Jモバ ジャパン・ モバイルキャスティング | 四日市MMH   | 2.5kW       | -kW           | 三重県・ 岐阜県・ 愛知県 の各一部 | 約380,000世帯     | 2014年 12月19日 | 2016年 6月30日 |

## 所在地

### デジタル・アナログテレビ
- 桑名郡木曽岬町和泉 「木曽岬町立木曽岬中学校」西[10]

### FMラジオ・マルチメディア放送
- 桑名市多度町柚井字長尾1986番5号 「多度山」

## 放送エリア

### デジタルテレビ
- 木曽岬町の全域、桑名市、三重郡朝日町、川越町、愛知県津島市、愛西市、弥富市及び岐阜県海津市の一部、約61,500世帯[11]。

### アナログテレビ
- 木曽岬町の全域、桑名市、三重郡朝日町、川越町、愛知県津島市、愛西市、弥富市及び岐阜県海津市の一部地域をカバーしていた。

### FMラジオ
- 桑名市、木曽岬町、いなべ市、朝日町、川越町、四日市市など。

### マルチメディア放送
- 三重県桑名郡木曽岬町、員弁郡東員町、三重郡朝日町、川越町、愛知県弥富市、海部郡飛島村の全域
- 三重県桑名市、いなべ市、四日市市、津市、鈴鹿市、三重郡菰野町、愛知県名古屋市中川区、港区、津島市、常滑市、東海市、知多市、愛西市、海部郡蟹江町、岐阜県海津市の各一部[7][4]

## 歴史

### デジタルテレビ
- 2010年
  - 4月27日 予備免許交付
  - 5月12日 試験放送開始
  - 6月17日 本免許交付[12]
  - 6月22日 放送開始

### アナログテレビ
- 2011年7月24日 全局廃局となった。

### FMラジオ
- 2000年10月1日 三重エフエム放送・北勢中継局が開局。

### マルチメディア放送
- 2014年
  - 9月11日 ジャパン・モバイルキャスティングに携帯端末向けV-Highマルチメディア放送局「Jモバ」の予備免許が交付[7]
  - 12月19日 「Jモバ」の放送開始[13]
- 2016年
  - 6月30日 「Jモバ」のサービス終了[14]
  - 7月1日 VIPを基幹会社としたV-Low帯マルチメディア放送「i-dio」の送信所が設置されて、放送を開始[15]。
- 2020年
  - 3月31日 「i-dio」のサービス終了[16]

## 位置情報
北緯35度4分32.7秒 東経136度44分28.1秒 / 北緯35.075750度 東経136.741139度